# Echinopsis oxygona
Az Echinopsis oxygona a szegfűvirágúak (Caryophyllales) rendjébe, ezen belül a kaktuszfélék (Cactaceae) családjába tartozó faj.

## Előfordulása
Az Echinopsis oxygona eredeti előfordulási területe Dél-Amerikában van. Ez a kaktuszfaj Argentína északkeleti részén, Dél-Brazíliában, Paraguayban és Uruguayban őshonos.
Az ember betelepítette az Ecuadorhoz tartozó Galápagos-szigetekre, továbbá Spanyolországba és a KwaZulu-Natal nevű dél-afrikai köztársasági tartományba.

## Képek

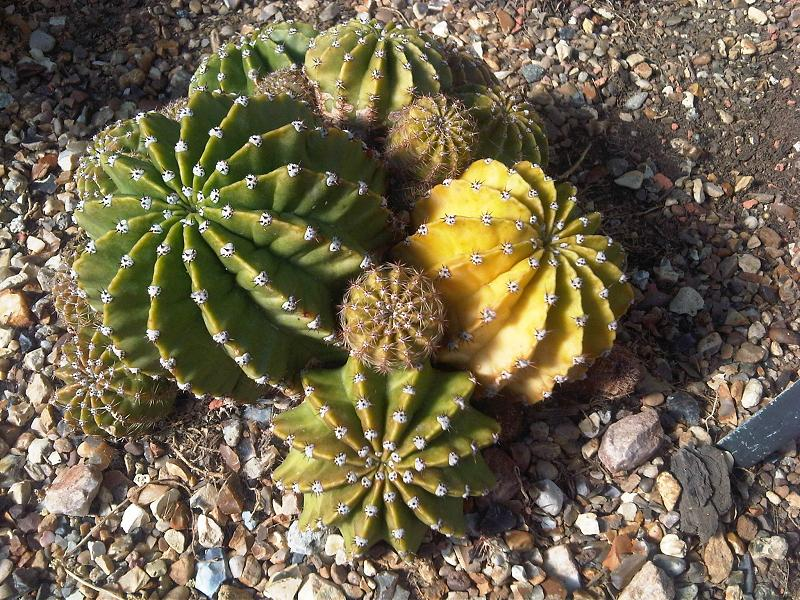
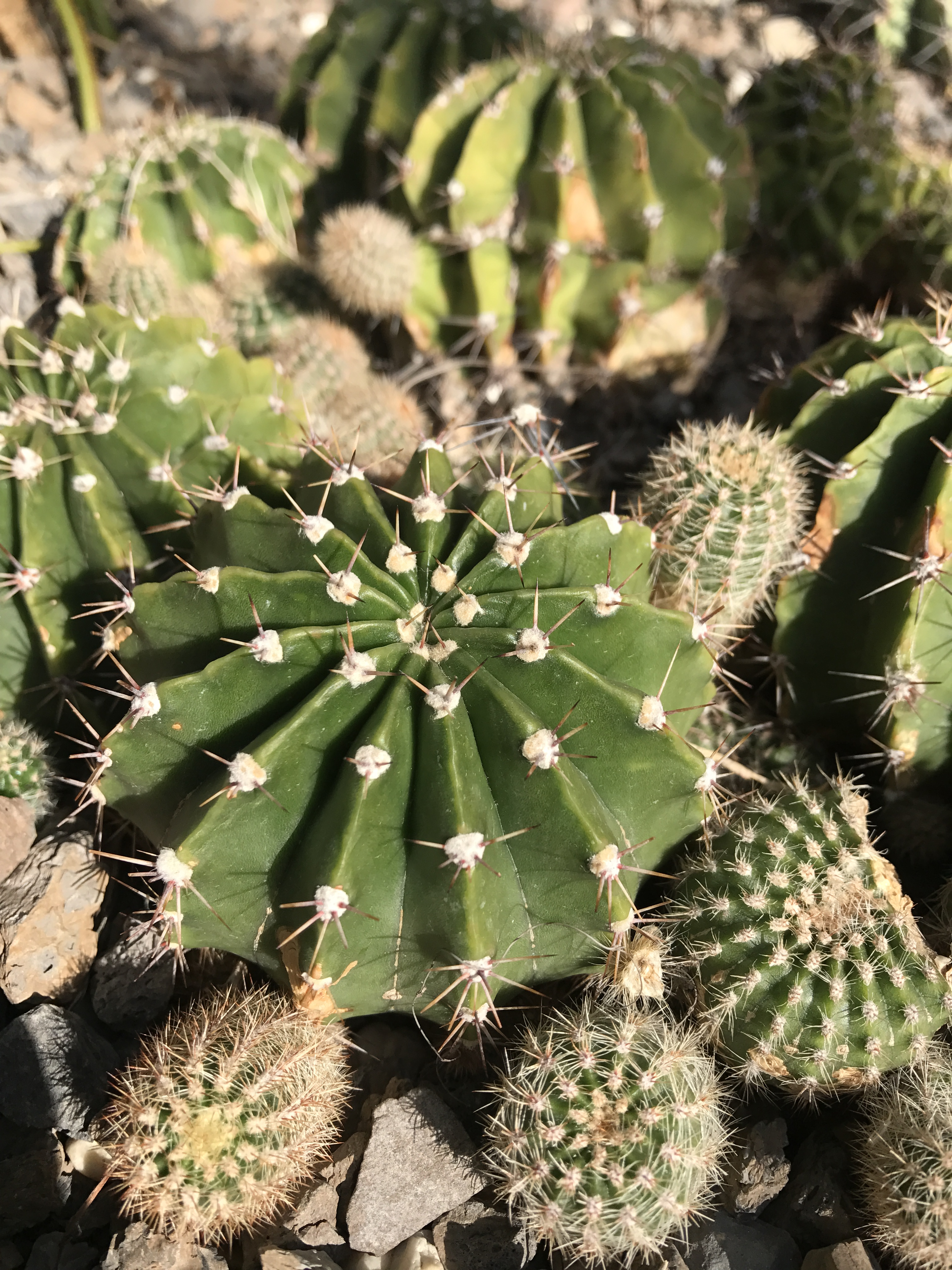
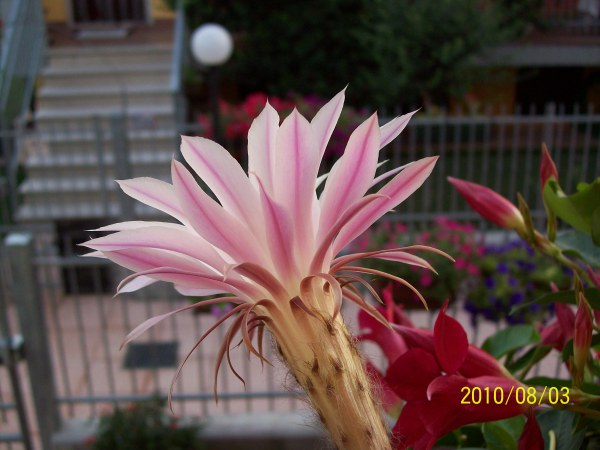
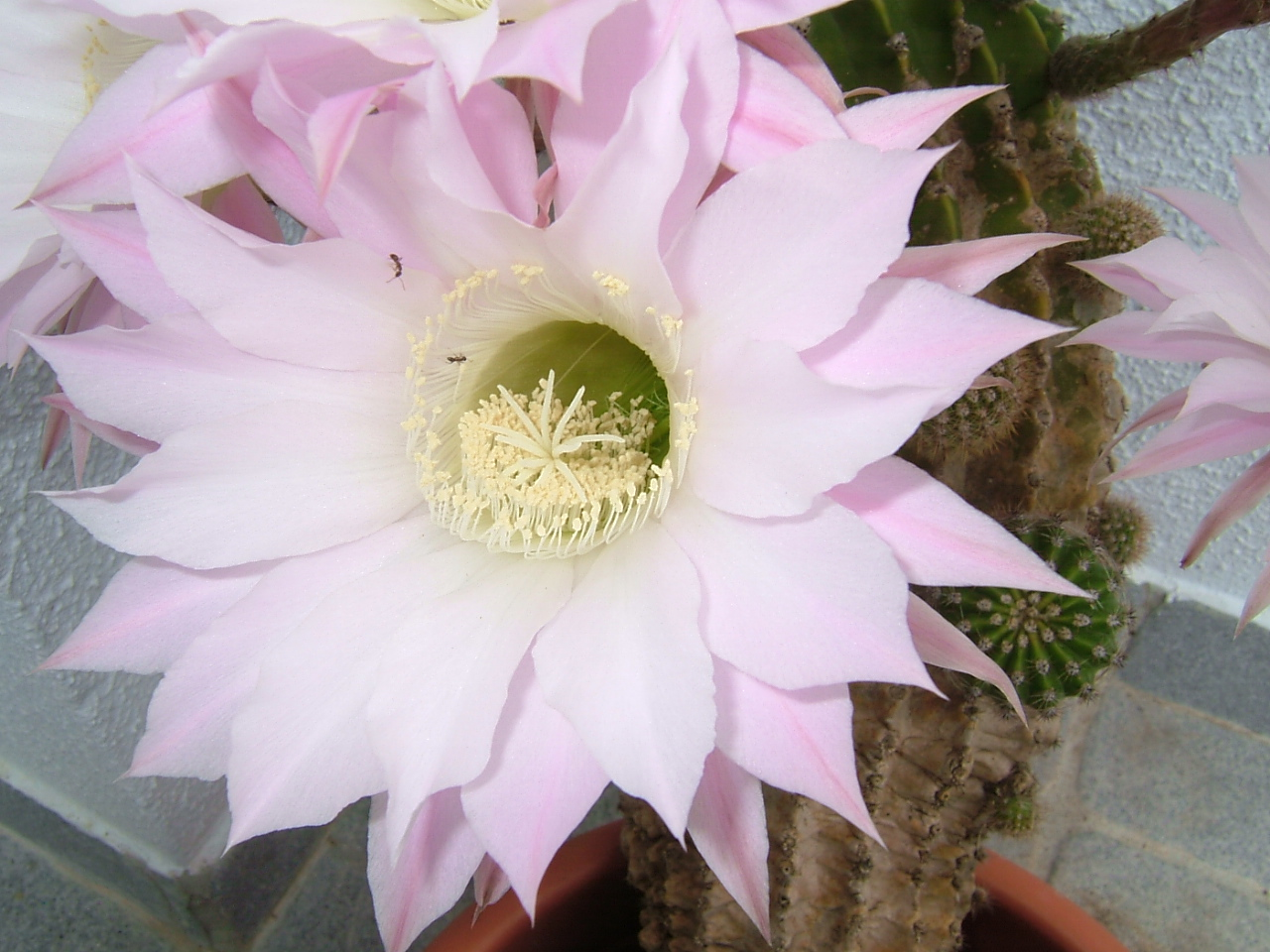
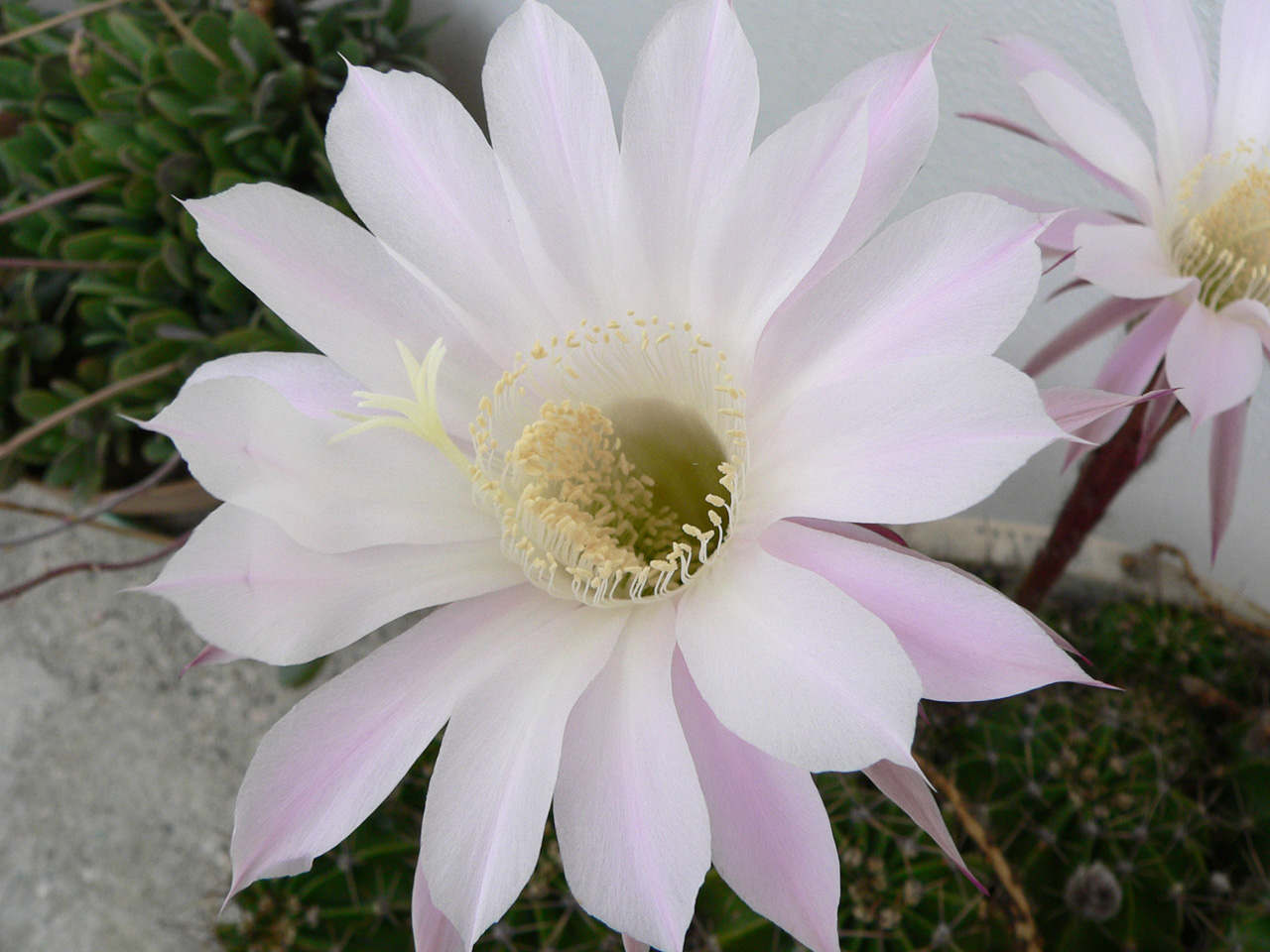